# Sheikhpura
Sheikhpura è una suddivisione dell'India, classificata come municipality, di 43.042 abitanti, capoluogo del distretto di Sheikhpura, nello stato federato del Bihar. In base al numero di abitanti la città rientra nella classe III (da 20.000 a 49.999 persone).

## Geografia fisica
La città è situata a 25° 8' 60 N e 85° 50' 60 E e ha un'altitudine di 43 m s.l.m..

## Società

### Evoluzione demografica
Al censimento del 2001 la popolazione di Sheikhpura assommava a 43.042 persone, delle quali 22.935 maschi e 20.107 femmine. I bambini di età inferiore o uguale ai sei anni assommavano a 7.772, dei quali 3.954 maschi e 3.818 femmine. Infine, coloro che erano in grado di saper almeno leggere e scrivere erano 22.092, dei quali 13.651 maschi e 8.441 femmine.